# Sergio Tejera
Pour les articles homonymes, voir Tejera.
Sergio Tejera Rodríguez est un footballeur espagnol, né le 28 mai 1990 à Barcelone en Catalogne. Il évolue comme milieu de terrain à l'Anórthosis Famagouste.

## Biographie
Né à Barcelone, Tejera intègre les équipes de jeunes de l'Espanyol à l'âge de 10 ans. En 2006, il rejoint l'académie du club anglais de Chelsea, il a alors 16 ans.
En janvier 2009, il est prêté six mois au RCD Majorque où il évolue avec la réserve.
Ses prestations lui valent alors d'être recruté définitivement par le club des Baléares, il signe donc son premier contrat professionnel d'une durée de quatre ans le 24 juillet 2009.
Toutefois, il passe sa première saison avec la réserve et n'incorpore l'équipe première que pour la saison 2010-2011.
Le 7 novembre 2010, il fait ses débuts en Liga en entrant à 11 minutes de la fin de la rencontre lors d'une défaite (2-3) contre le Real Saragosse.

## Sélection nationale
Bien qu'il n'a connu que très peu de sélections en jeunes, il fait tout de même partie du groupe finaliste à la Coupe du monde des moins de 17 ans en 2007.

## Palmarès

### En club
Vierge

### En sélection
- Finaliste de la Coupe du monde des moins de 17 ans de 2007.